# Fundstelle Gamberoni
Die Fundstelle Gamberoni bezeichnet eine archäologische Fundstelle, einige hundert Meter südöstlich von St. Pauls gelegen, einer Fraktion der Gemeinde Eppan in Südtirol.
Das Siedlungsareal einer ausgedehnten spätbronzezeitliche Siedlung wurde im Bereich der Gärtnerei Gamberoni entdeckt, es liegt in einer Hangmulde unterhalb von Burg Altenburg. Die Grabung erfolgte in den Jahren 1979–1981 unter der Leitung von Karl Kromer. Es ist die umfangreichste spätbronzezeitliche Siedlung in Südtirol. 

## Die Siedlung
Bei der Siedlungsanlage handelte es sich um eine Terrassensiedlung, die sich auf einer Fläche von ca. 15 ha erstreckte. Aufgrund der stratigraphischen Untersuchungen und des gestörten Hausgrundrisses wird eine Stufentiefe von sechs bis acht Meter angenommen.

## Gebäude
Es sind nur einige Reste von Gebäuden erhalten. Hervorzuheben sind dabei die Trockenmauerfunde. Diese Mauern dienten als Fundament der Gebäude. Bei einem Gebäude fand man eine eigenartige Fundamentkonstruktion. In Verbindung mit den Trockenmauern wurden quaderförmige Granitblöcke in den Boden eingelassen und bildeten so eine Verankerung für die Hauswand. Bei den Gebäuden handelte es sich sowohl um Wirtschafts- und Wohngebäude. Dies lässt sich aus dem Kleinfundinventar schließen. Die Gebäude waren in Blockbau- wie auch in Pfostenbautechnik gefertigt. Die Wände wurden mit der Lehmwurfmethode gefertigt. Dies belegen Hüttenlehmreste mit dreieckigem Querschnitt sowie plattenartige Bruchstücke, die als Verputz der Holzflechtwände dienten.

## Keramik
Das Fundmaterial ist chronologisch mehrheitlich der späten Bronzezeit (13.–11. Jahrhundert v. Chr.) zuzuordnen. Die Formen der Keramik waren Becher, Schalen, Schüsseln oder Krüge. Die Keramik lässt sich eindeutig in den Laugen-Melaun-Stil einordnen. Dies ist ersichtlich aus den klassischen Henkelkrügen. Auch bei der Verzierung weist die Keramik eindeutige Ornamentik des L/M-Stils auf, besonders die Henkelkrüge mit den Stempelkerben.

## Bronze
Anders als bei der Keramik sind nur einige wenige Gegenstände aus Bronze gefunden worden. Darunter eine Lanzenspitze, drei Nadeln sowie ein Meißel. Die Lanzenspitze besitzt eine langgezogene Tülle und ist typisch für diese Gegend. Bei den Nadeln handelt es sich um Kugel- sowie Plattenkopfnadeln. Ein weiteres wichtiges Fundstück zur Datierung ist die fragmentierte Violinbogenfibel mit tordiertem Bügel.
Neben Bronzestücken und Keramik lassen sich auch noch weitere Gegenstände im Fundkomplex erkennen. Hier gilt es noch die Steinwerkzeuge sowie die Tongewichte, welche in großer Zahl gefunden wurden. Diese Tongewichte, speziell unter den Siedlungsfunden, waren aufgrund der Gebrauchsspuren (Fadenkerben) Webgewichte. In diesem Fundkomplex lässt sich auch eine Eigenart feststellen, die sich in verzierten und teilweise unverzierten Tonbarren widerspiegelt. Es könnte sich um Heizziegel oder um Feuerbockteile handeln.